# Artemi Lakisa
Artemi Wiktorowitsch Lakisa (russisch Артемий Викторови Лакиза; * 2. Juli 1987 in Barnaul, Russische SFSR) ist ein kasachisch-russischer Eishockeyspieler, der seit 2019 beim HK Almaty in der kasachischen Meisterschaft spielt.

## Karriere
Artemi Lakisa, der aus der Jugend von Motor Barnaul stammt, debütierte 2003 in der dritten russischen Liga bei der zweiten Mannschaft des Amur Chabarowsk. Nach einem Jahr bei Golden Amur in der Asia League Ice Hockey kehrte er in seine Geburtsstadt Barnaul zurück, wo er in der zweiten russischen Liga spielte. Nachdem er 2006/07 beim Ligakonkurrenten Kasachmys Satpajew aus Kasachstan gespielt hatte, wechselte er zu Barys Astana. Dort spielte er bis 2015 überwiegend für die Profimannschaft in der Kontinentalen Hockey-Liga, wurde aber auch in der zweiten Mannschaft Nomad in der kasachischen Meisterschaft eingesetzt. Mit dieser wurde er 2017 kasachischer Meister. Ab 2017 stand er fest bei Nomad unter Vertrag.
Seit 2019 spielt er für den HK Almaty.

### International
Für Kasachstan nahm Lakisa im Juniorenbereich an den U20-Junioren-Weltmeisterschaften der Division I 2006 und 2007, als er als bester Verteidiger des Turniers maßgeblich zum Aufstieg der Kasachen in die Top-Division beitrug, teil.
Im Seniorenbereich stand er im Aufgebot seines Landes bei den Weltmeisterschaften der Division I 2007, 2008, 2009, 2011, 2015 und 2017. 2014 und 2016 spielte er mit seiner Mannschaft in der Top-Division.
Zudem vertrat er seine Farben bei den Qualifikationsturnieren für die Olympischen Winterspiele in Vancouver 2010 und in Pyeongchang 2018. Bei den Winter-Asienspielen 2017 gewann er mit den Kasachen die Goldmedaille.

## Erfolge und Auszeichnungen
- 2007 Aufstieg in die Top-Division bei der U20-Weltmeisterschaft der Division I, Gruppe B
- 2007 Bester Verteidiger der U20-Weltmeisterschaft der Division I, Gruppe B
- 2009 Aufstieg in die Top-Division bei der Weltmeisterschaft der Division I, Gruppe A
- 2011 Aufstieg in die Top-Division bei der Weltmeisterschaft der Division I, Gruppe B
- 2015 Aufstieg in die Top-Division bei der Weltmeisterschaft der Division I, Gruppe A
- 2017 Kasachischer Meister mit Nomad Astana
- 2017 Goldmedaille bei den Winter-Asienspielen

## KHL-Statistik
(Stand: Ende der Saison 2016/17)